# Genichi Araki
Genichi Araki (1954) è un astronomo amatoriale giapponese.
Genichi Araki è un astrofilo giapponese, di professione insegnante di scienze: ha risieduto a Yuzawa e in seguito nell'isola di Sado. È conosciuto per essere uno dei coscopritori della cometa non periodica C/1983 H1 IRAS-Araki-Alcock.

## Riconoscimenti
Gli è stato dedicato un asteroide, 12456 Genichiaraki.